# Tengri
Tengri o Tengger (en turco antiguo: 𐱅𐰭𐰼𐰃;en  mongol: Тенгери, Tengeri;en chino: 腾 格里, en mandarín: Ténggélǐ; en turco: Gök Tanrı) es una deidad primordial, descrito como un Dios del cielo, anteriormente la principal deidad de los primitivos pueblos túrquicos, incluidos los xiongnu, los hunos, xianbei y los protobúlgaros.
Debido a su importancia en la religión, a veces es referido como tengrianismo. Las deidades principales del tengrianismo fueron el Padre Cielo y la Madre Tierra (Yer Tanrı). Su práctica involucra elementos del chamanismo, budismo, animismo, totemismo y el culto a los antepasados.

## Nombre

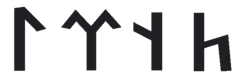
Deletreo de Tengri en la Inscripción de Orjón (escrito de derecha a izquierda).

La forma más antigua del nombre es registrado en los anales chinos del siglo IV a. C., describiendo las creencias de los xiongnu. Esta toma la forma 撑 犁/Cheng-li, que es la hipótesis de una transcripción china de Tängri (la forma prototúrquica de la palabra ha sido reconstruida como *Teŋri o *Taŋrɨ). Stefan George (2001) ha sugerido un origen en última instancia en yeniseiana, como *tɨŋgVr-, "alto". Alternativamente, una etimología altaica de *T`aŋgiri ("juramento" o "Dios") hace hincapié en la divinidad de los dioses en lugar de su dominio sobre el cielo.
La forma túrquica, Tengri, está atestiguada en el siglo XI por Mahmud al-Kashgari. En turco moderno, la palabra derivada de "Tanrı" es utilizada como término genérico para "Dios", y se usa a menudo hoy en día por los turcos musulmanes para referirse a Dios en turco como una alternativa de Alá en árabe. En Turquía, la religión del Tengrianismo se conoce como el Gök Tanrı ("Dios del Cielo"). 
La deidad suprema de la religión tradicional de los chuvasios es Tură.
Otros reflejos del nombre en las lenguas modernas incluyen el mongol: Тэнгэр ("cielo"),  azerí: Tanrı. La palabra china para "Tian" (天 'cielo') también puede estar relacionada, posiblemente un préstamo de una lengua antigua de Asia central.